# Платенсе (футбольный клуб, Висенте-Лопес)
«Плате́нсе» (исп. Club Atlético Platense) — аргентинский футбольный клуб из города Флорида, расположенного в северной части Большого Буэнос-Айреса. По итогам сезона 2020 «Платенсе» вернулся в элиту аргентинского футбола.

## История
Клуб был основан 25 мая 1905 года. Значительную часть своей истории клуб провёл в Примере Аргентины, хотя и вылетал оттуда несколько раз. С конца 1970-х годов за «Платенсе» закрепилась слава клуба, который спасается от вылета буквально в последний момент. Никогда эта команда не находилась среди лидеров аргентинского футбола, но удивительная стабильность пребывания в элите и живучесть, устойчивость от вылета, позволяют «Платенсе» занимать весьма высокое 14-е место в аргентинском футболе по количеству набранных очков в элитарном дивизионе.
В 1999 году клуб окончательно покинул Примеру Аргентины. За прошедшее десятилетие команда успела опуститься в Третий Дивизион (Primera B Metropolitana) и вернуться во Второй Дивизион. С 2011 года вновь играет в Примере B Метрополитана. С 2018 года вновь играет в Примере В Насьональ. По итогам чемпионата Примеры В Насьональ 2018/2019 «Атлетико Платенсе» занял 5-е место. По итогам сезона 2020 клуб вернулся в высший дивизион.
Клуб известен также и тем, что в нём начал свою профессиональную карьеру будущий чемпион мира француз Давид Трезеге.
В 2025 году клуб впервые в своей 120-летней истории выиграл Примеру Аргентины, обыграв в финальном матче "Уракан" со счётом 1:0. 

## Достижения
- Чемпионы Примеры Аргентины: Апертура 2025
- Чемпионы Аргентины во Втором Дивизионе (2): 1976, 2018 (Метрополитано)
- Вице-чемпион любительского чемпионата Аргентины (1): 1916
- Бронзовый призёр любительского чемпионата Аргентины (1): 1926 (AAm)

## Рекордсмены
- Даниэль Вега[исп.] (1999—2003, 2005—2006, 2007, 2016—2017, 2019) — рекордсмен клуба по числу забитых голов (86)[1]
- Энрике Топини[исп.] (1959—1973) — рекордсмен клуба по числу сыгранных матчей (324)[2]